# Botanischer Garten Höxter
Der Botanische Garten Höxter ist der Lehrpark der Hochschule Ostwestfalen-Lippe in der ostwestfälischen Stadt Höxter in Nordrhein-Westfalen.

## Geschichte
Der Botanische Garten Höxter gelegen An der Wilhelmshöhe 44 wurde ab 1980 für den damaligen Studiengang Landespflege (heute Landschaftsarchitektur und Umweltplanung) angelegt. Seit 2016 ist er Mitglied im Verband Botanischer Gärten. Der Botanische Garten erstreckt sich über das gesamte Campusgelände der TH owl/Standort Höxter und wurde von Hinek Wehberg als topografische Freiraumskulptur angelegt. Rasenhügel prägen die Anlage, die im Laufe der Jahre zu einem gestalteten Park umgeplant wurde. 

## Anlage
Auf seinen vier Hektar Gesamtfläche beherbergt der Botanische Garten rund 2000 Pflanzenarten und Pflanzensorten. Das Pflanzeninventar des Lehrparks ist auf rund 60 Quartiere verteilt. Schwerpunkt ist einerseits eine nachhaltige, pflegereduzierte Pflanzenverwendung sowie der Fokus auf Biodiversität in Pflanzenverwendung und Pflege. 

## Besonderheiten
Eine Pflanzen-App informiert im Rahmen des digitalen Informationssystems über Pflanzen aus dem Bestand und erläutert die Besonderheiten der Pflanzbereiche und spezielle Themen wie Pflanzensichtung, Klimagehölze oder Sammlungen.
Der die lokale Messstation erläuternde Meteorologiepfad klärt über Wetterphänomene und deren Messung auf.